# Euxoa rjabovi
Euxoa rjabovi là một loài bướm đêm trong họ Noctuidae.